# Oh Say Can You Scream
Oh Say Can You Scream è un video VHS di esibizioni dal vivo degli Skid Row pubblicato nel 1990.
Il video comprende 12 spettacoli dal vivo girati in diverse località con l'aggiunta di videoclip incensurati dei brani "18 & Life", "Youth Gone Wild", "I Remember You" e "Piece of Me".

## Tracce
1. Big Guns
2. Makin' a Mess
3. Rattlesnake Shake
4. Piece of Me
5. Sweet Little Sister
6. I Remember You
7. Cold Gin (Kiss Cover)
8. Here I Am
9. Holidays in the Sun (Sex Pistols Cover)
10. Train Kept A-Rollin' (Aerosmith Cover)
11. Blitzkrieg Bop (Ramones Cover)
12. Youth Gone Wild
13. Piece of Me (Uncut Version)
14. 18 and Life (Uncut Version)
15. I Remember You

## Formazione
- Sebastian Bach - voce
- Rachel Bolan - basso
- Scotti Hill - chitarra
- Dave "Snake" Sabo - chitarra
- Rob Affuso - batteria